# Naked Idol
Naked Idol is een Finse rock- en metalband uit Espoo.

## Geschiedenis
De band werd in het voorjaar van 2006 opgericht door bandleider Sami Wolking (voormalig bassist van rockgroep Lordi en beter bekend als Magnum) en synthesizerspeler 'Jones'. De groep heeft een Canadese zanger om hun nummers wat "internationaler" te laten klinken. Hun eerste succes bij het grote publiek was met hun eerste single My Weakness, die drie weken in de Finse top tien stond.

## Bandleden

### Huidige bandleden
- Malcolm - zang (2012-)
- Magnum - basgitaar en achtergrondzang (2006-)
- Anti - elektrische gitaar en achtergrondzang (2006-)
- Jannis K. - drums (2013-)
- Manu - gitaar en achtergrondzang (?-)

### Oud-bandleden
- Teemu - gitaar (2006-2006)
- Marco - gitaar (2006-2007)
- Jekku - drums (2009-2009)
- Tim - gitaar en achtergrondzang (2008-2010)
- Brian James - zang (2006-2011)
- Jens - zang (2011-2011)
- A.J. - drums en achtergrondzang (2009-2012)
- Johnny E - gitaar, achtergrondzang (2011-2012)
- Jones - achtergrondzang (2006-2014)

## Discografie

### Albums
- Filthy Fairies (2013)

### Singles
- My Weakness (2010)
- Back from Oblivion (2011)
- Boys of Summer (2013)
- Shattered (2013)
- I Saw Mommy Kissing Santa Claus (2014)